# Walter Silva
Walter Silva (São Paulo, 7 de março de 1933 - 27 de fevereiro de 2009) foi um jornalista e produtor musical brasileiro.
Também conhecido como "Pica-Pau", iniciou a carreira profissional em 1952, em São Paulo, como locutor comercial da rádio Piratininga. Desde então exerceu intensa atividade como jornalista das seguintes rádios:
- Rádio 9 de Julho (1973), emissora oficial do IV Centenário de São Paulo, como locutor e apresentador;
- Rádio Cultura (1954), como locutor e apresentador;
- Rádio Mayrink Veiga e Rádio Mundial (1955), no Rio de Janeiro;
- Rádio Nacional do Rio de Janeiro (1956), como apresentador dos espetáculos musicais do Departamento de Intercâmbio.

## Rádio
Em 1957, tornou-se Diretor de Divulgação da RGE, em São Paulo, responsável pelo setor de divulgação fonográfica. Também nesse ano lançou o programa Toca do Disco (Rádio Record/SP), que ficou conhecido como o primeiro do gênero disc jockey.
Também em 1957, filiou-se ao Sindicato como jornalista profissional. Em 1958, produziu e apresentou o programa O Pick-up do Picapau (Rádio Bandeirantes/SP). Em 1960, conquistou o prêmio de melhor repórter esportivo da televisão (TV Tupi). Foi o primeiro a narrar um jogo de futebol americano na América latina.
Momento de relevância profissional, quando, com exclusividade para a Rádio Bandeirantes (SP), foi o repórter, no histórico Festival de Bossa-Nova, realizado no Carnegie Hall de Nova York, em 1962; foi contemplado também com o Troféu Roquette Pinto, na categoria Melhor Disc Jockey.

## Espetáculos
Como produtor musical, trabalhou com Chico Buarque, na produção de Pedro Pedreiro, primeiro LP do cantor; com Elis Regina, Jair e Jongo Trio, produziu o LP Dois na Bossa, registro do espetáculo no Teatro Paramount (SP) e primeiro disco brasileiro a vender um milhão de cópias. Produziu o espetáculo que lançou Milton Nascimento, cantando Travessia e Morro Velho, entre outras, e Renato Teixeira.
Em 1966, produziu o espetáculo Paulistas e os Cariocas, no Teatro Maria Della Costa, com o grupo vocal Os Cariocas, Ivete e Gilberto Gil, que pela primeia vez pisava num palco.
Em 1970, assumiu a direção artística da gravadora Continental, lançando Célia, Pessoal do Ceará, Walter Franco e Secos e Molhados.
Em 1974 cria espetáculos para a Alcântara Machado entre eles: Arca de Noé (só animais) e o espetáculo de Rick Wakeman.

## Televisão
Na TV Record, lançou, em 1973, o programa Mixturação, com Walter Franco, Pessoal do Ceará, Simone e Haréton Salvanini, entre outros artistas. Contratado pela TV Bandeirantes, produziu o programa Mambembe, que foi um desdobramento do Mixturação.  e que lançou Thomas Roth, entre outros.
Em 1975, assumiu a direção do programa Fantástico (Rede Globo) e atuou também como narrador de futebol.

## Escritos
Em 1999, tornou-se colunista semanal do Diário do Grande ABC. Em 1980 escrevia mensalmente  para o Jornal da Tarde. Também em 2000, foi contemplado com o Prêmio Vladimir Herzog de Direitos Humanos, por sua participação na diretoria do Sindicato dos Jornalistas na ocasião do assassinato de Vlado nas dependências do DOI-CODI em 1975. Em 2002, o livro Vou te contar: Histórias de música popular brasileira.